# Karel Shook
Karel Shook, né le 29 août 1920 à Renton dans l'État de Washington et mort le 25 juillet 1985 à Englewood dans le New Jersey, est un maître de ballet, chorégraphe et écrivain américain. Il est cofondateur du Dance Theatre of Harlem.

## Biographie
Le père de Karel Shook, Walter Shook, est un américain d'une famille hollandaise de Pennsylvanie. Il rejoint l'armée britannique pendant la Première Guerre mondiale, quand il rencontre et épouse la mère belge de Karel, Ida Marie. Walter retourne aux États-Unis pour travailler comme ingénieur, mais la dépression réduit la situation de la famille à l'agriculture à petite échelle.
Karel Shook naît le 29 août 1920 à Renton dans l'État de Washington.
Encore enfant, il décide d'être acteur.
Il est acteur au Seattle Repertory Theatre (en). Il reçoit une bourse d'études au Cornish College of the Arts (en) à l'âge de 13 ans, où il est encouragé par sa fondatrice Nellie Cornish (en) à étudier le ballet. Peu de temps après, il danse avec les Ballets russes de Monte-Carlo pendant plusieurs saisons et joue dans des comédies musicales de Broadway. Il danse avec le New York City Ballet en 1949. En 1952, il devient membre de la faculté de la Katherine Dunham School of Dance ; après la fermeture de cette école en 1954, il ouvre sa propre école. Il se joint à la faculté de l'école June Taylor (en) en 1957. En 1959, il devient professeur au Het Nationale Ballet, puis maître de ballet pour la compagnie. En 1968, avec Arthur Mitchell, il fonde le Dance Theatre of Harlem,,.
Parmi ses élèves, on compte Arthur Mitchell, Alvin Ailey, Carmen de Lavallade et Geoffrey Holder,.
Il publie un certain nombre d'ouvrages, notamment :
- Elements of Classical Ballet Technique (1977)
- Beyond the Mist, un recueil de poésie[3]

Il développe une chorégraphie pour la scène, l'opéra, le cinéma et la télévision.
En 1980, il reçoit un prix présidentiel pour l'éducation.
Le 25 juillet 1985, Karel Shook meurt chez lui à Englewood dans le New Jersey, à l'âge de 64 ans.